# European Brewery Convention
European Brewery Convention (EBC) – międzynarodowa instytucja założona przez The Brewers of Europe, zajmująca się technicznymi, technologicznymi i naukowymi aspektami piwowarstwa, a także określająca normy przygotowania słodu oraz warzenia piwa. Wprowadziła ona m.in. jednolitą skalę określającą barwę słodu i piwa (EBC), a także skalę goryczy w piwie – International Bitterness Units (IBU).